# Битка на Кърбавско поле
Битката на Кърбавското поле в Лика се разиграва на 9 септември 1493 г. между войските на Хърватското кралство, което е в хърватско-унгарска уния - от една страна, и Османската империя.
Битката завършва с пълно поражение на хърватската армия, и бележи началото на периода на завладяването от османците на хърватските земи, което завършва след битката при Сисак (1593) с формирането на известния Босненски еялет.
Хърватската армия е в състав от около 10 000 души, от които 8000 е пехотата, а останалите - тежка конница. Тя се командва от бана на Хърватия - Емерик (Мирко) Деренчин, по произход - унгарец. Османските сили наброяват около 8000 души почти изцяло лека кавалерия (акънджии), водени от босненския санджакбей Хадим Якуб паша - после бейлербей на Румелия.
Битката на кърбавското поле е предшествана от османското завоюване на Босна и завоюване на Херцеговина. В края на 15 век, унгарското кралство е заето основно с отбраната на панонската равнина и хърватските земи са оставени на самозащита на хърватската аристокрация, която се е укрепила по замъците си с малки гарнизони. Тези единици не са били в състояние да предотвратят честите набези на османските акънджии, често достигащи надълбоко в хърватска територия. През 1478 г. османците нахлуват дълбоко в земите на Хабсбургите, ограбвайки и палейки по цяла Хърватия.